# Оборона Лиепаи
Оборона Лиепаи — оборона города Лиепая (Либава) советскими войсками в годы Великой Отечественной войны, продолжавшаяся 22 июня — 29 июня 1941 года.
Историк войны А. В. Исаев считает сражение под Лиепаей подвигом, равнозначным обороне Брестской крепости: немецкое командование рассчитывало взять город не позднее 24 июня, а он продержался до 29 июня, при этом обороняющиеся нанесли наступающим серьёзные потери.

## Силы сторон

### Немецкие силы
22 июня 1941 года в направлении на город Лиепаю Латвийской ССР начала наступление немецкая 291-я пехотная дивизия (командир генерал-майор Курт Херцог), которая включала в себя 504-й, 505-й и 506-й пехотные полки. Дивизии были приданы два батальона морской пехоты, артиллерия и авиация, бронепоезд из состава 18-й немецкой армии генерал-полковника Георга фон Кюхлера группы армий «Север». Всего в сражении за Лиепаю участвовало около 20000 военнослужащих.
Из слабых сторон немецкой группировки отмечалось, что подразделения мотоциклистов и велосипедистов не имели автоматического оружия, действовали при поддержке лишь бронетранспортёров и миномётов. Подразделениям морской пехоты не хватало тяжёлого вооружения, доставка которого задерживалась настолько, что приходилось использовать захваченное трофейное оружие. На 22 июня 291-ю пехотную дивизию поддерживало лишь 9 (возможно чуть больше) бомбардировщиков Ю-88. В первые дни войны на этом участке фронта истребители и фронтовые бомбардировщики не были выделены вовсе, и если и появлялись, то действовали спорадически и без согласования.

### Советские силы
К началу войны в Лиепае базировалась Либавская военно-морская база Балтийского флота (командир базы капитан 1-го ранга М. С. Клевенский, около 4000 человек личного состава) в составе которой находились:
- отдельный отряд торпедных катеров (ТКА-17, ТКА-27, ТКА-37, ТКА-47, ТКА-67);
- отряд катеров охраны рейда (4 катера);
- 4-й дивизион пограничных судов (9 катеров);
- 23-я береговая батарея 130-мм орудий (командир — ст. лейтенант С. Е. Гордейчук)[5];
- 27-я береговая батарея 130-мм орудий (командир — ст. лейтенант М. Н. Савин)[5];
- 18-я отдельная железнодорожная батарея 180-мм орудий (командир — капитан В. П. Лисицкий, четыре орудия)[5];
- 43-й отдельный зенитно-артиллерийский дивизион (командир — майор В. Х. Русских)[5];
- 84-й отдельный зенитно-артиллерийский дивизион (командир — ст. лейтенант В. С. Сорока)[5];
- 32-й отдельный местный стрелковый батальон[5];
- мелкие подразделения ПВО и связи;
- военно-морской госпиталь.
- 43-я отдельная авиационная эскадрилья ВВС Балтийского флота

На Лиепаю базировались эсминец «Ленин» и 1-я бригада подводных лодок (до 15 единиц, проходившие капитальный ремонт)
В городе и соседних городах дислоцировалась также советская 67-я стрелковая дивизия (командир — генерал-майор Н. А. Дедаев) в составе 56-го, 114-го и 81-го стрелковых полков, 94-го артиллерийского и 242-го гаубичного полков, отдельных противотанковых и зенитно-артиллерийского дивизионов, разведывательного, саперного и автомобильного батальонов. В дивизии наблюдался серьёзный некомплект технического снаряжения и человеческого ресурса. Более того, дивизия была рассредоточена: 114-й стрелковый полк с артиллерийским дивизионом дислоцировался в Вентспилсе, зенитный дивизион убыл на полигон под Ригой. В целом, по состоянию на 22 июня 1941 года, в дивизии имелось 5300 человек личного состава.
В окрестностях базировались 148-й истребительный авиационный полк ВВС Прибалтийского Особого военного округа (входил в состав 6-й сад), к 22 июня 1941 года имел на вооружении 69 самолетов И-153 (в том числе 14 неисправных)) и 43-я отдельная морская ближнеразведывательная эскадрилья (13 самолётов МБР-2). В Лиепае также размещались военно-морское училище противовоздушной обороны (начальник генерал-майор И. А. Благовещенский). Всего в обороне города приняло участие около 10—11 тысяч человек личного состава РККА и РККФ.

## События 22 июня
В 3 часа 55 минут 22 июня состоялся первый авианалёт люфтваффе на Лиепаю. Бомбы были сброшены на военно-морскую базу, стоянки кораблей, а также аэродром. Объекты флота были прикрыты зенитными артдивизионами и пострадали немного, на аэродроме бомбовым ударом немецких Ju-88 были уничтожены 8 истребителей 148-го истребительного полка.
Всего в первый день войны немецкая авиация совершила 15 авианалётов на Лиепаю, военно-морскую базу и аэродром, в которых участвовало до 135 самолётов (3 из них были сбиты).
В 4 часа утра к югу от Лиепаи немецкими войсками был нанесён артиллерийский удар, после которого они с боем перешли государственную границу. Началась Великая Отечественная война.
Части 10-й стрелковой дивизии РККА, располагавшиеся вблизи от границы, подверглись артобстрелу, основная сила которого пришлась на район Кретинги, где располагались соединения 62-го стрелкового полка. Между Кретингой и Палангой прорвались мобильные части немецких войск, продвигавшиеся в направлении Руцавы. Подразделения 10-й стрелковой дивизии вынуждены были прорываться из окружения и начали отход к Елгаве. Путь на Лиепаю противнику оказался открыт.
В оперативном отношении, 67-я стрелковая дивизия была подчинена командующему 27-й армии Северо-Западного фронта, а Либавская ВМБ находилась в подчинении командующего Балтийским флотом, единого командующего обороной города назначено не было. Поэтому командование всеми армейскими подразделениями, пограничниками и рабочими отрядами принял на себя Н. А. Дедаев, на М. С. Клевенского были возложены задачи обороны военно-морской базы и города с моря.
Командование 67-й стрелковой дивизии и военно-морских сил базы начало развёртывание боевых подразделений, город стали спешно готовить к круговой обороне, по решению генерала Дедаева были созданы три боевых участка, которые следовало подготовить в инженерном отношении, пока части 67-й дивизии будут сдерживать наступление немецких войск. Из экипажей ремонтировавшихся судов и береговых подразделений началось формирование отрядов морской пехоты, было создано 2 отряда и несколько отдельных рот общей численностью до 3 000 человек.
- северный боевой участок занял флотский стрелковый батальон (командир — капитан Пышкин)[5];
- восточный боевой участок занял батальон курсантов военно-морского училища (командир — полковник Томилин) и подразделения 56-го стрелкового полка РККА, артиллерийскую поддержку которым обеспечивали батареи 94-го лёгкого артполка, 27-я батарея 130-мм орудий, 841-я и 503-я зенитные батареи[5];
- южный боевой участок заняли отряды из береговой базы подводных лодок и полуэкипажа, которые поддерживала 180-мм батарея и 502-я зенитная батарея[5].

Для предотвращения нападения со стороны Балтийского моря были высланы в дозор четыре подводные лодки (Л-3, М-79, М-81 и М-83 под общим командованием капитана 2 ранга А. Г. Аверочкина). Следом за подлодками в разведку отправились торпедные катера под командованием капитан-лейтенанта С. Осипова. Вышел из гавани и базовый тральщик «Фугас», который в течение 22-23 июня установил в 10 километрах от суши 206 якорных мин.
В полдень 22 июня 1941 года командующий Балтфлотом В. Ф. Трибуц отдал приказ вывести из Лиепаи в Вентспилс и Усть-Двинск «всё, что не было связано с обороной базы и имело возможность двигаться». В результате атаки немецких торпедных катеров, была уничтожена подлодка С-3 (которая не могла по техническому состоянию погружаться под воду и шла в надводном положении), но танкер «Железнодорожник» и подлодки «С-9», «М-77», «Лембит» и «Калев» успешно прибыли в Рижский залив.
Незадолго до подхода немецких войск из Лиепаи успели отправить по железной дороге эшелон с семьями военнослужащих и 180-мм железнодорожную батарею.
Вечером 22 июня первые немецкие части достигли у Руцавы внешнего обвода обороны Лиепаи по реке Барта, в 17 км южнее города. Там вели бой части 12-го пограничного отряда, разведывательный батальон 67-й стрелковой дивизии и 281-й стрелковый полк (неполного состава) с двумя артиллерийскими дивизионами. С этого момента ведётся отсчёт героической обороны Лиепаи.
За первый день войны лётчики 148-го иап совершили 162 вылета. К исходу 22 июня командир 6-й сад, ввиду приближения противника к городу, приказал вывести из-под удара 148-й иап и перебазировать его на ночь в Ригу, чтобы на следующий день использовать Лиепайский аэродром в качестве оперативного. Встречать и готовить самолёты к вылету должен был специально оставленный технический состав 101-го батальона аэродромного обслуживания (бао) 119-й авиабазы. К вечеру на аэродром в Риге перелетело 27 самолётов.

## События 23 июня
В течение первого дня войны, несмотря на бомбардировки, в порту города под руководством начальника порта Г. П. Балквадзе продолжались погрузочные работы. В результате, ранним утром 23 июня из Лиепаи на Виндаву вышли пароходы Латвийского пароходства «Кандава», «Мееро», «Payна» и ещё пять судов, на которые по приказу штаба обороны города погрузили население. На исходе дня под обстрелом немецкой артиллерии из порта прорвались ещё два корабля торгового флота — транспорты «Амга» и «Майя».

### Атака немецких войск со стороны Барты
Утром 23 июня соединения немецких войск решили начать атаку на город с южной стороны вдоль побережья Балтийского моря, однако эта попытка закончилась неудачей, так как артиллеристы 67-й стрелковой дивизии и дальнобойных орудий 27-й батареи береговой обороны флота открыли интенсивный огонь по нападавшим и отбили их на исходные позиции. Отказавшись от последующих попыток прорвать линию обороны у Бернати в районе устья реки Барта, немцы предприняли новую попытку прорваться к городу в юго-восточном направлении. Главные силы немцев — 504-й и 505-й полки — начали движение в направлении Приекуле. Этот небольшой населённый пункт, находившийся на направлении к Гробине был взят немецкими частями во второй половине дня 23 июня. Тем самым город был полностью окружён. Начался его непрерывный артиллерийский обстрел. Воздушные бомбардировки практически не прекращались.
После захвата Приекуле и угрозы прорыва к Лиепае со стороны Гробини лиепайский горком партии издал распоряжение о привлечении рабочих отрядов к участию в обороне города.
23 июня был создан штаб МПВО, который возглавил председатель горкома Василий Билевич. В обязанности штаба МПВО входило сооружение траншей для укрытия жителей во время бомбардировок, организация поставок продовольствия и вооружения автотранспортом, перевозка пострадавших, обучение рабочих заводских предприятий и жителей нормам санитарной и противопожарной охраны.
Для действий на наиболее ответственных участках штаб обороны города создал ударный комсомольско-молодёжный отряд под командованием Иманта Судмалиса, его заместителями являлись секретарь горкома комсомола Борис Пелнен и работник уездного комитета комсомола Янис Янушка.
Заведующая городским Дворцом пионеров Лина Янсоне взяла на себя обязанность по созданию санитарного отделения Лиепаи и обеспечила его лекарственными средствами.
Рабочие батальоны начали занимать позиции на северной окраине города:
- рабочий батальон судоремонтного завода «Тосмаре» занял позиции у фортов и вдоль канала[15];
- рабочий батальон завода «Сарканайс металургс» занял позиции в районе рощи[15];
- отряд партийно-советского актива и отряд И. Судмалиса (70 бойцов отряда и 10 литовских комсомольцев, прибывших из Палангского пионерского лагеря) заняли позиции от шоссе до Лиепайского озера[15];
- отдельные группы ополченцев заняли оборону вдоль берега Лиепайского озера с целью воспрепятствовать возможному немецкому десанту[15];

Под вечер 23 июня немецкие мотоциклетные части начали подготовку прорыва к Лиепае с востока. Им удалось прорваться к городским окраинам, однако защитники города сумели отбить захваченный участок территории. Упорные бои между стрелковыми подразделениями и немцами разгорелись на южном участке у реки Барты.
В ночь с 23 на 24 июня 1941 года две 130-мм батареи береговой обороны уничтожили артиллерийские батареи противника, развёрнутые в районе Гробини, на Батском аэродроме и на шкедском направлении.
Из-за постоянно изменяющейся ситуации было сложно уследить за перемещениями вражеских боевых группировок, поэтому очень часто соединения защитников сталкивались с информационным вакуумом или получали непредумышленно недостоверные сведения о ходе боевых действий и перемещении вражеских группировок.

## Военные действия 24 и 25 июня
Ранним утром 24 июня немецкая авиация вновь бомбардировала порт и военную гавань. С востока к городу подходили авангардные части немецких войск, их передовым подвижным подразделениям удалось захватить Лиепайские железнодорожные мастерские и окружить завод «Тосмаре». В связи с нехваткой времени на строительство укреплений этот участок обороны был самым слабым звеном в системе обороны города.
24 июня в гавань Лиепаи вернулась подлодка М-83, которая вела огонь из артиллерийского орудия по немецким частям, прорвавшимся к заводу «Тосмаре» до тех пор, пока не израсходовала все снаряды.
Уже под конец дня 24 июня защитники города предприняли контратаку, в результате которой передовые части гитлеровцев были отброшены к Ильгскому лесу, что позволило получить важную передышку. В этом бою советские артиллеристы уничтожили немецкий бронепоезд. После того, как это наступление врага было остановлено, защитные отряды обосновались в старых фортах, которые перестали использоваться по назначению ещё до Первой мировой войны, где ими были вырыты земляные валы. В этих фортах создали временную базу воины морских сил, части 56-го и 281-го стрелковых полков, подразделения пограничников и сформированные в предыдущий день оборонительные отряды лиепайских рабочих. Прикрытием обороняющимся служили батареи береговой обороны и зенитные установки, а также два дивизиона 94-го лёгкого и 242-го гаубичного артиллерийского полков 67-й стрелковой дивизии.
Днём 24 июня по приказу генерала Н. А. Дедаева была предпринята сильная контратака на Гробиню. Советским воинам и морякам удалось ворваться в нее, но продвинуться далее они не смогли. До вечера в Гробине шли ожесточённые уличные бои, после чего атакующие отошли на исходный рубеж.
В этот же день советская артиллерия произвела огневой налёт на железнодорожный разъезд Крустоюмс, где находился бронепоезд противника.

## Боевые действия 26 июня

### Прорыв
26 июня 1941 года оборонявшимся было приказано выводить части из окружения. Было решено идти на прорыв двумя колоннами, на северном и восточном участках обороны.
- на северном участке под командованием майора Кожевникова на прорыв по прибрежной дороге в сторону Шкеде в 10 часов утра 27 июня пошли в атаку подразделения 56-го стрелкового полка, 32-го местного стрелкового батальона, боевой расчёт 84-го зенитного артдивизиона и 23-й береговой батареи. В составе колонны двигались автомашины с ранеными. Советские войска сумели прорвать немецкие позиции, но затем попали под артиллерийско-миномётный обстрел и бомбардировки немецкой авиации[5].
- на восточном участке под командованием полковника Бобовича на прорыв пошли силы, оборонявшие восточный и южный боевые участки, командование 67-й стрелковой дивизии и части Либавской ВМБ[16].
- командование Либавской военно-морской базы предприняло попытку прорыва в Вентспилс на двух торпедных катерах (17, 47), но на переходе между Лиепаей и маяком Ужава они были атакованы немецкими катерами. В районе маяка Ужава советские корабли встретились с 6 большими торпедными катерами противника[17] Благодаря успешному маневрированию, советский торпедный катер ТКА № 47 увлёк за собой большую часть немецких катеров. Получив несколько прямых попаданий, он, всё же оторвался от преследования, но затем потерял ход. Соорудив из бензобаков катера плот, советские моряки высадились на берег в районе Вентспилса, где были пленены. Катер 47 погиб в бою, но катер 17 добрался до Рижского залива[5].

Последними, взорвав за собой мосты, отступали пограничники, бойцы рабочих отрядов, расчёт 27-й береговой батареи и противотанковая батарея.
К концу дня 27 июня значительная часть отступавших (в том числе М. Бука, Я. Зарс, командир 67-й стрелковой дивизии полковник Бобович, заменивший убитого 25 июня Дедаева, командир батальона курсантов училища ПВО полковник А. А. Томилов) погибли. Часть военнослужащих покинула шоссе и продолжили движение к линии фронта в составе малых групп или поодиночке. Другая часть отступивших соединилась с подразделениями 114-го стрелкового полка (отступавшего из Вентспилса) и предприняло прорыв на восток, в район Тукумса, для соединения с частями 8-й армии.
В дальнейшем часть защитников Лиепаи участвовала в обороне Риги.

### Потопление санитарного судна «Виениба»
В госпитале Лиепаи находилось более 2000 раненых. Часть их и семьи военнослужащих эвакуировали на санитарном судне «Виениба» («Единство»). На транспорте имелись знаки Международного Красного Креста и был поднят флаг Красного Креста, на борту находилось по разным источникам от 800 до 2000 человек. На рассвете 27 июня судно вышло из Лиепаи в сопровождении трёх торпедных катеров (27, 37 и 67). Судно «Виениба» было атаковано примерно в 10 милях от Лиепаи двумя немецкими самолётами, проигнорировавшими чётко видимые при ясной погоде знаки Красного креста. Судно было повреждено и затонуло, бросившихся в море с тонувшего корабля людей немецкие лётчики расстреливали из пулемётов. В результате погибли сотни раненых, гражданских лиц (в том числе женщин и детей), медперсонала. Спаслось, по разным источникам, от 13 до 25 человек. Торпедный катер ТКА № 27 (командир А. С. Сафонов) также погиб во время этой бомбёжки.
О гибели корабля с сотнями раненых красноармейцев писала и местная пресса.
Высказывалось также мнение, что «Виениба» в ветреную погоду наскочила на мель, получила пробоину и затонула.

## Последние сражения 28 — 29 июня
На следующее утро немецкие подразделения начали наступление на позиции обороняющихся города. Завязались ожесточённые уличные бои, немецкая артиллерия наносила массированные удары по домам, превращая улицы в руины. Оборонительные отряды оставшиеся в городе, держали оборону у парка Райниса и в новозаселённых на тот момент районах северо-восточного предместья, а в окрестностях военной гавани оборону держали моряки.
В первой половине дня 28 июня по немецким подразделениям здесь был нанесён ощутимый удар, что, по признанию самих командиров вермахта, некоторые отряды морских пехотинцев «не могли уже вновь быть введены в бой». Под вечер бои переместились в район южнее так называемой Новой Лиепаи к каналу у торгового порта, который отделял район новостроек от старой части города. Мосты над каналом не могли быть уничтожены, так как обороняющиеся истратили все запасы взрывчатки. Поэтому подразделения живой силой обороняли старую часть города от вторжения немецких формирований всеми силами, в том числе ночью и утром 29 июня.
В это время немцы предприняли попытку агитировать обороняющихся, и к берегу канала прибыл бронетранспортёр с репродуктором — немцы предлагали сдать город без лишних жертв и избежать неприятных последствий и грандиозных мучений. Брошенной гранатой бронетранспортёр был серьёзно поврежден, и пропаганда не возымела должного эффекта. Среди стойко оборонявшихся в период 28-29 июня можно назвать имена заводских рабочих А. Мурниекса, Эглитиса, отца и сына Укстиньшей, Дрейфелда, Эдольфа, А. Розенталя, Копштанса.
Последним защитникам Лиепаи под огнём противника удалось вырваться в южном направлении. Одна оборонительная группа сравнительно благополучно достигла границы с Литвой 28 июня (ей командовали А. Дундурс и капитан Соловьёв), а ряд других соединений прорывались с 27 по 29 июня в разных направлениях, но на пути отступления им удавалось нейтрализовывать литовские военизированные формирования и разобщённые части соединений вермахта. Одна из групп временно отбила у вермахта литовский город Скуодас.
Вечером 29 июня город был захвачен полностью. Существуют многочисленные свидетельства очевидцев, некоторые из непосредственных участников боевых действий оставили подробные описания кровавых расправ над населением города. Погибли также некоторые руководители городской обороны — например, руководитель отряда рабочих предприятия «Тосмаре» Артур Петерсон, который был схвачен на пути к линии фронта.

## Потери
Советский историк, доктор исторических наук В. И. Савченко на основании документов о захоронении немецких солдат центрального кладбища Лиепаи определил потери в ходе боев за Лиепаю 10-й немецкой дивизии — более, чем 2 тысячи убитыми и ранеными.

## Память, отражение в культуре и искусстве
- В 1960 году в городе был установлен памятник защитникам Лиепаи (скульптор Эгонс Звирбулис)[27], демонтирован 25 октября 2022 года[28].
- 25 июня 1966 года в дни 25-летия героической обороны Лиепаи в среднем форту Либавской крепости была открыта мемориальная стена с барельефом[27], разрушена в 2022 году.
- В 1971 году на Рижской киностудии вышел художественный фильм «Город под липами», посвященный обороне Лиепаи.
- 9 августа 1977 года город Лиепая был награждён орденом Октябрьской революции[29].